# Villas de San Marcos
Villas de San Marcos es una localidad de México localizada en el municipio de Zempoala en el estado de Hidalgo. Esta localidad se encuentra conurbada a la ciudad de Pachuca de Soto.

## Geografía
Se encuentra en la región geográfica de la Cuenca de México (Valle de Tizayuca), le corresponden las coordenadas geográficas 20° 01’ 44.125” de latitud norte y 98° 47’ 11.318” de longitud oeste, con una altitud de 2336 m s. n. m. En cuanto a fisiografía se encuentra en la provincia del Eje Neovolcánico, dentro de la subprovincia de Lagos y Volcanes de Anáhuac; su terreno es de llanura. En lo que respecta a la hidrografía se encuentra posicionado en la región del Pánuco, dentro de la cuenca del río Moctezuma, y dentro de las subcuenca del río Tezontepec. Cuenta con un clima semiseco templado.

## Demografía
En 2020 registró una población de 1203 personas, lo que corresponde al 2.08 % de la población municipal. De los cuales 560 son hombres y 643 son mujeres.
| Gráfica de evolución demográfica de Villas de San Marcos entre 2005 y 2020 |
|                                                                            |
| Población registrada por los censos y conteos del INEGI.                   |